# رایموند آومان
رایموند آومان (به آلمانی: Raimond Aumann) بازیکن فوتبال و دروازه‌بان اهل آلمان است که از سال ۱۹۸۹ میلادی عضو تیم ملی فوتبال آلمان بوده‌است. وی در ۴ بازی ملی حضور داشته است و آخرین بازی ملی خود را در سال ۱۹۹۰ میلادی انجام داد. رایموند آومان در جام جهانی ۱۹۹۰ عضو تیم ملی آلمان بود اما در این مسابقات بازی نکرد.

## یادکرد ویکی‌پدیا
- مشارکت‌کنندگان ویکی‌پدیا. «Raimond Aumann». در دانشنامهٔ ویکی‌پدیای انگلیسی، بازبینی‌شده در ۶ دسامبر ۲۰۲۴.